# Machete gyilkol
A Machete gyilkol (Machete Kills) 2013-as amerikai akciófilm, melyet Robert Rodríguez írt és rendezett. Ez a harmadik olyan film, amely a Terrorbolygó című filmben szereplő fiktív filmelőzetesek alapján készült, a Machete és a Koldus puskával után.
Az előző filmből Danny Trejo, Jessica Alba, Michelle Rodriguez és Tom Savini tűnik fel ismét korábbi szerepében, új szereplőként pedig Antonio Banderas, Lady Gaga, Mel Gibson, Amber Heard, Vanessa Hudgens, Cuba Gooding Jr., Marko Zaror, Charlie Sheen, Sofía Vergara, Demián Bichir és Alexa Vega látható. Rodriguez úgy nyilatkozott, hogy a Lindsay Lohan által alakított April Booth nem tér vissza a folytatásban.
Az Amerikai Egyesült Államokban, 2013. október 4-én mutatták be, Magyarországon pedig október 17-én, magyar szinkronnal. A kritikusok szerint el lett túlozva a történet, rosszul sikerült a CGI és a sci-fi műfaj alkalmazása. A Metacritic oldalán a film értékelése 41% a 100-ból, ami 33 véleményen alapul. A Rotten Tomatoeson a Machete gyilkol 29%-os minősítést kapott, 113 értékelés alapján.

## Rövid történet
Machete az amerikai elnök megbízásából egy őrült fegyverkereskedő megállítására vállalkozik, aki egy pusztító rakétát akar kilőni.

## Szereplők
| Színész            | Szerep                             | Magyar hang       |
| ------------------ | ---------------------------------- | ----------------- |
| Danny Trejo        | Machete Cortez                     | Varga Tamás       |
| Mel Gibson         | Luther Voz                         | Sörös Sándor      |
| Antonio Banderas   | El Camaleón 4                      | Varga Gábor       |
| Lady Gaga          | La Camaleón                        | Kis-Kovács Luca   |
| Walton Goggins     | El Camaleón 1                      | ?                 |
| Cuba Gooding Jr.   | El Camaleón 2                      | Kerekes József    |
| Carlos Estevez     | Rathcock / Egyesült Államok elnöke | Haás Vander Péter |
| Amber Heard        | Blanca Vasquez / Miss San Antonio  | Csifó Dorina      |
| Michelle Rodriguez | Luz / Shé                          | Pikali Gerda      |
| Jessica Alba       | Sartana Rivera                     | Solecki Janka     |
| Sofía Vergara      | Madame Desdemona                   | Pokorny Lia       |
| Vanessa Hudgens    | Cereza                             |                   |
| Alexa Vega         | KillJoy                            |                   |
| Elise Avellan      | Lisa nővér                         |                   |
| Electra Avellan    | Mona nővér                         |                   |
| Samuel Davis       | Clebourne                          | Anger Zsolt       |
| Demian Bichir      | Marcos Mendez                      | Nagypál Gábor     |
| Tom Savini         | Osiris Amanpour                    | Törköly Levente   |
| William Sadler     | Doakes seriff                      | Epres Attila      |
| Marko Zaror        | Zaror                              | Sarádi Zsolt      |